# 판란드 기갑사단

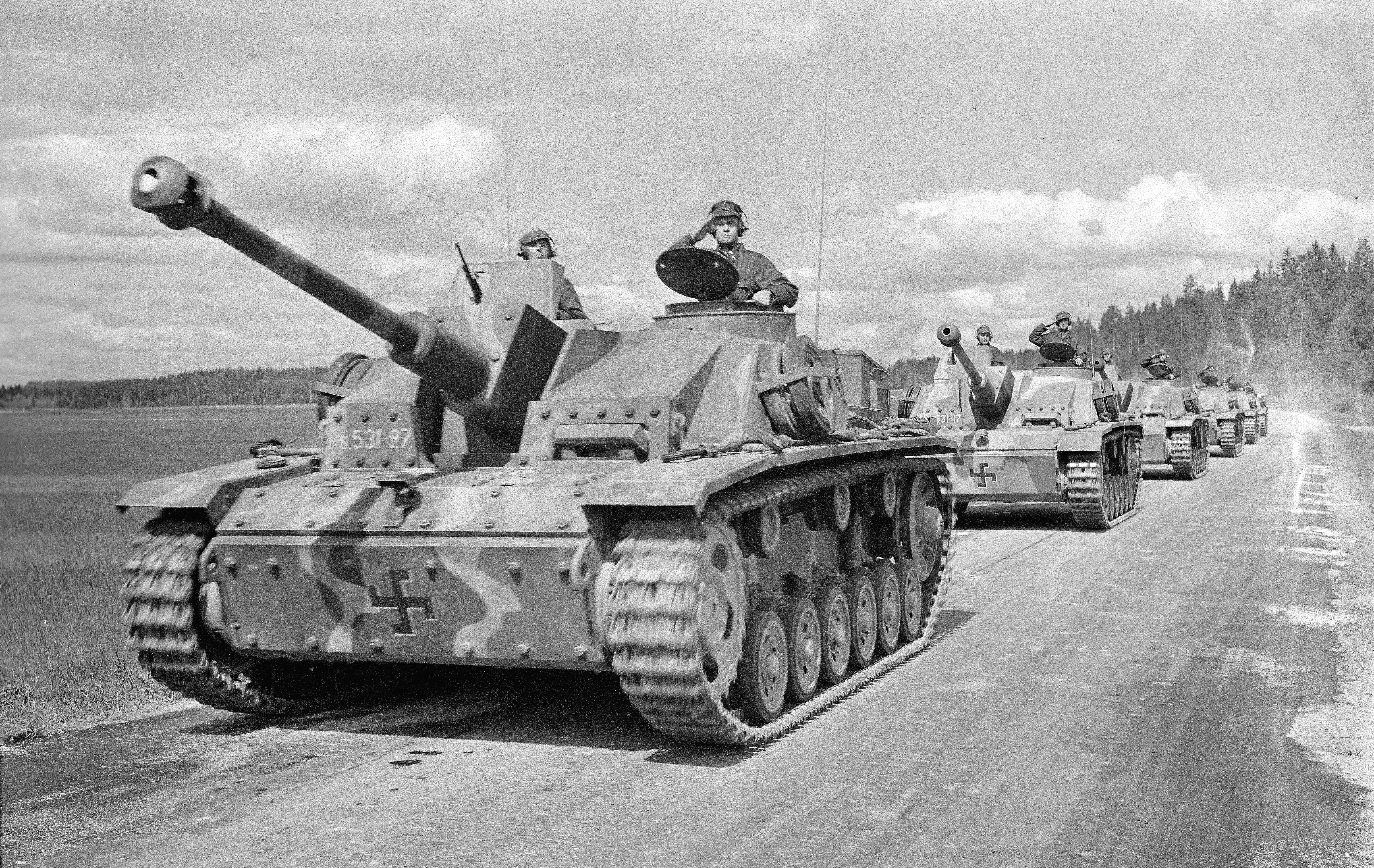

기갑사단(핀란드어: Panssaridivisioona; Ps.D 판사리디비시오나[*])은 계속전쟁 및 라플란드 전쟁 당시 핀란드 육군의 한 사단이다.
1942년 6월 28일 최고사령부에서 편성을 명령했고, 실제 편성은 1942년 6월 30일 수행되었다. 새로 편성된 기갑여단과 제1엽병여단을 합쳐서 사단을 편성했다. 1943년 1월까지는 기병여단도 기갑사단 예하에 속했다. 사단장은 루벤 라구스 소장이었다. 2차대전 거의 내내 동카리알라 페트로자보츠크 방면에 있었으나, 1944년 봄 카리알라 지협으로 이동해 사령부 예비대를 구성했다.
라플란드 전쟁 와중인 1944년 12월 30일 해산되었다.

## 1944년 당시 서열
- 기갑사단 사령부
  - 기갑여단
    - 제1기갑대대
    - 제2기갑대대
    - 기갑대공포포대
    - 기갑교도대대

  - 엽병여단
    - 제2엽병대대
    - 제3엽병대대
    - 제4엽병대대
    - 제5엽병대대
    - 기갑엽병대대

  - 제14중포병대대
  - 제6통신대대
  - 제2개척공병대대
  - 독립기갑중대

## 참고 자료
- Jäntti, Lauri: Kannaksen suurtaisteluissa kesällä 1944 – "Kesäsodan" taustaa, tapahtumia ja lähikuvia patterinpäällikön näkökulmasta, 3. painos, WSOY, 1956
- Robert Brantberg: Tank General Ruben Lagus